# Antependium
Dans les traditions liturgiques catholique, orthodoxe, luthérien ainsi qu’une partie des églises unies, l’antependium (latin : « qui pend devant », pluriel latin antependia ; en français, préférer antependiums) ou devant d’autel est un élément décoratif, souvent en toile de lin, en brocart ou en cuir, destiné à orner le devant de l'autel.
Le devant-d'autel rectangulaire ou rigide peut se substituer à lui, comme le dossal. Ce parement de devant est alors en pierre ou en bois.
Antependums en couleurs liturgiques peuvent être présentes non seulement à l’autel mais également à l’ambon ou la chaire.

## Images

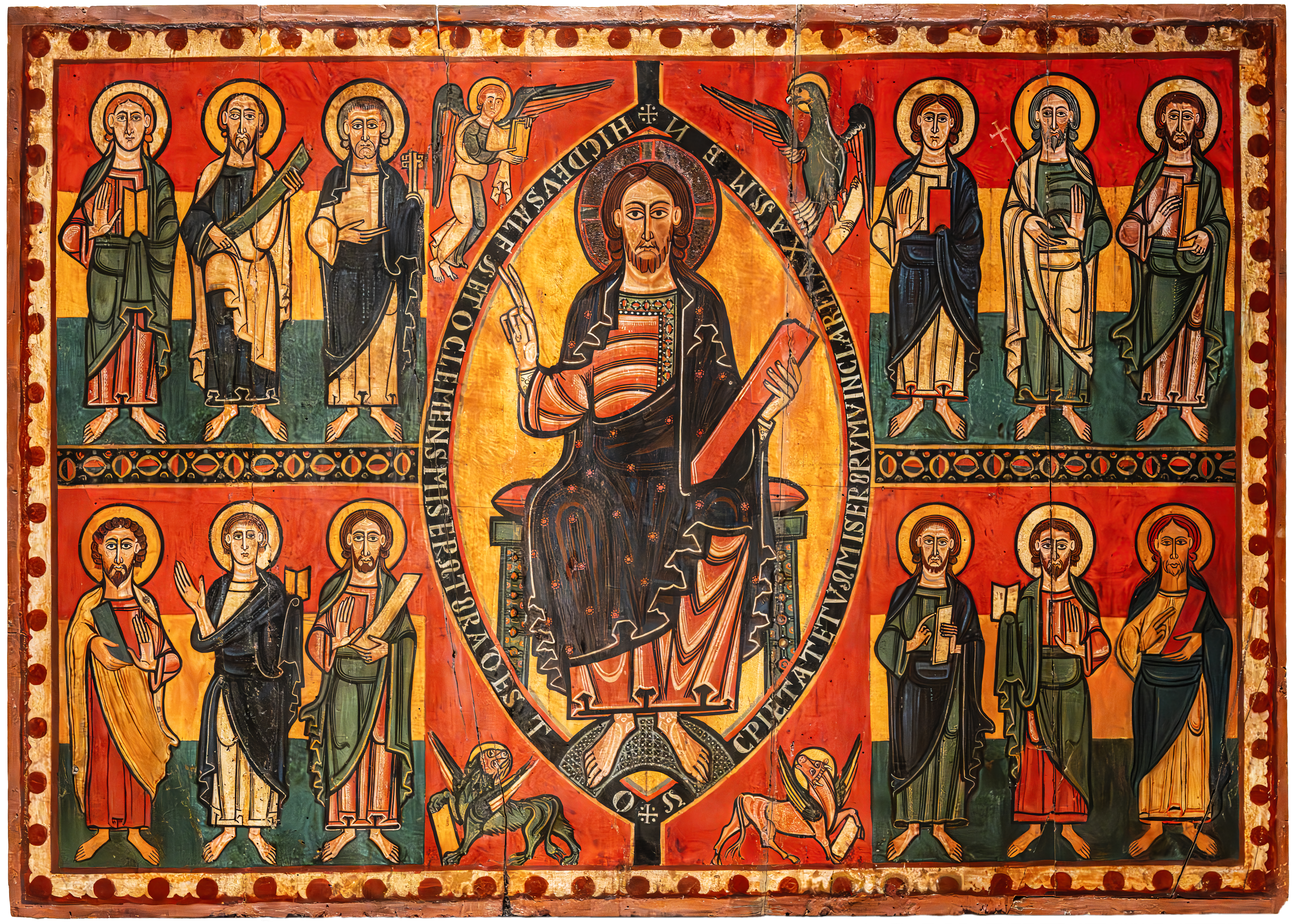
Antependium d'Esquius du XIIe siècle Museu Nacional d'Art de Catalunya
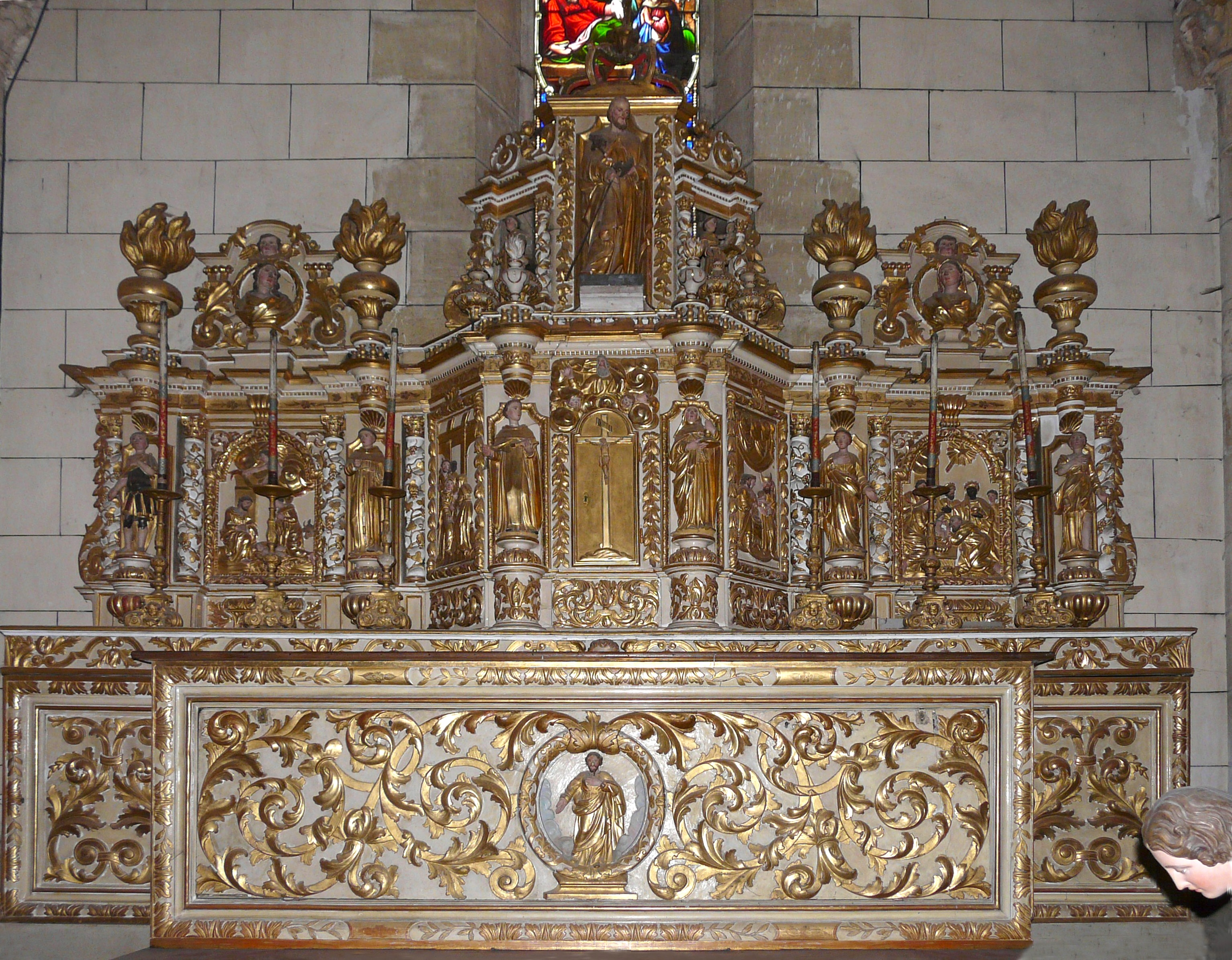
Antependium mouluré orné de rinceaux et d'un médaillon central.
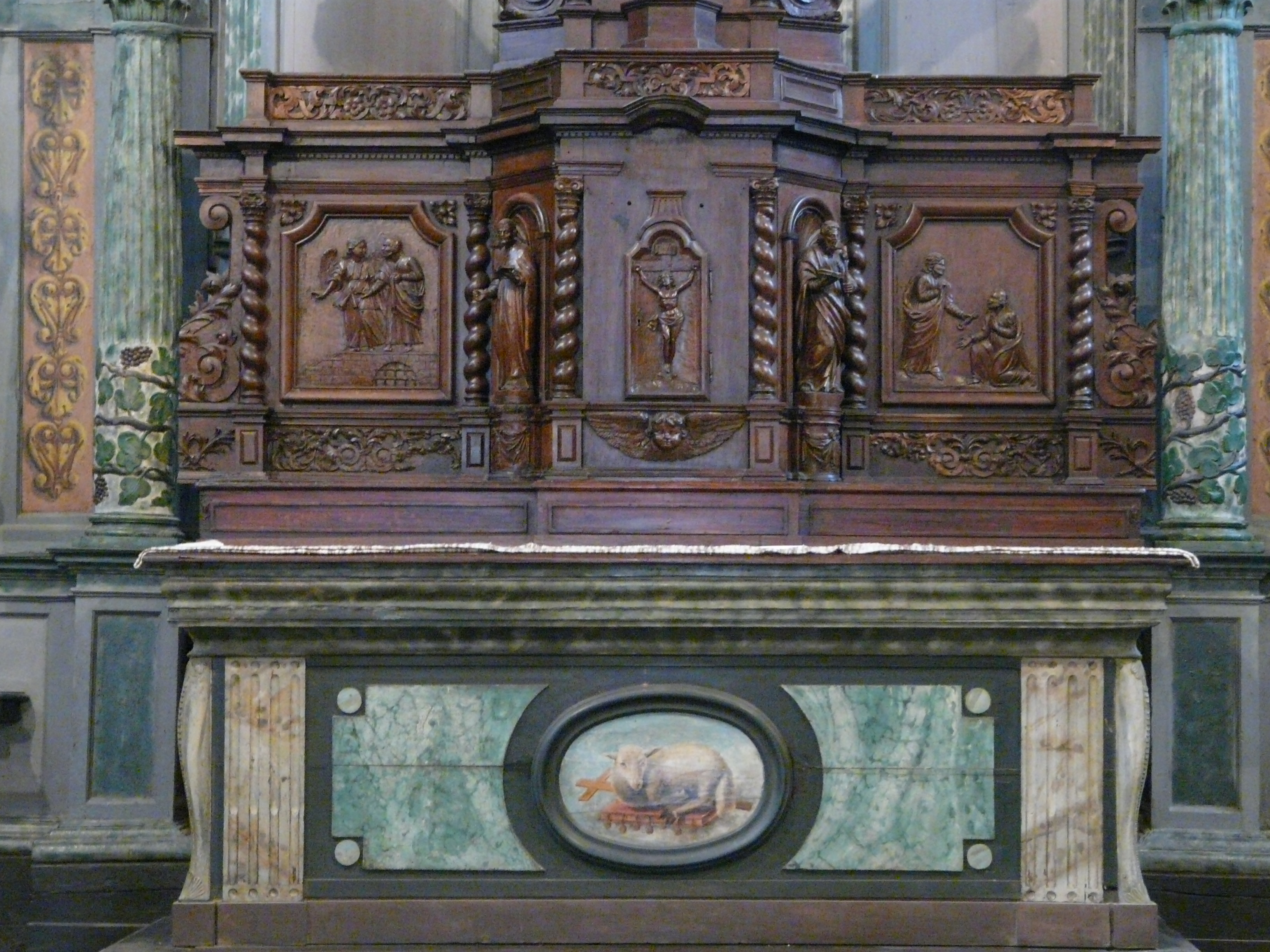
Antependium avec des consoles angulaires, des pilastres cannelés et rudentés encadrant un médaillon ovale.

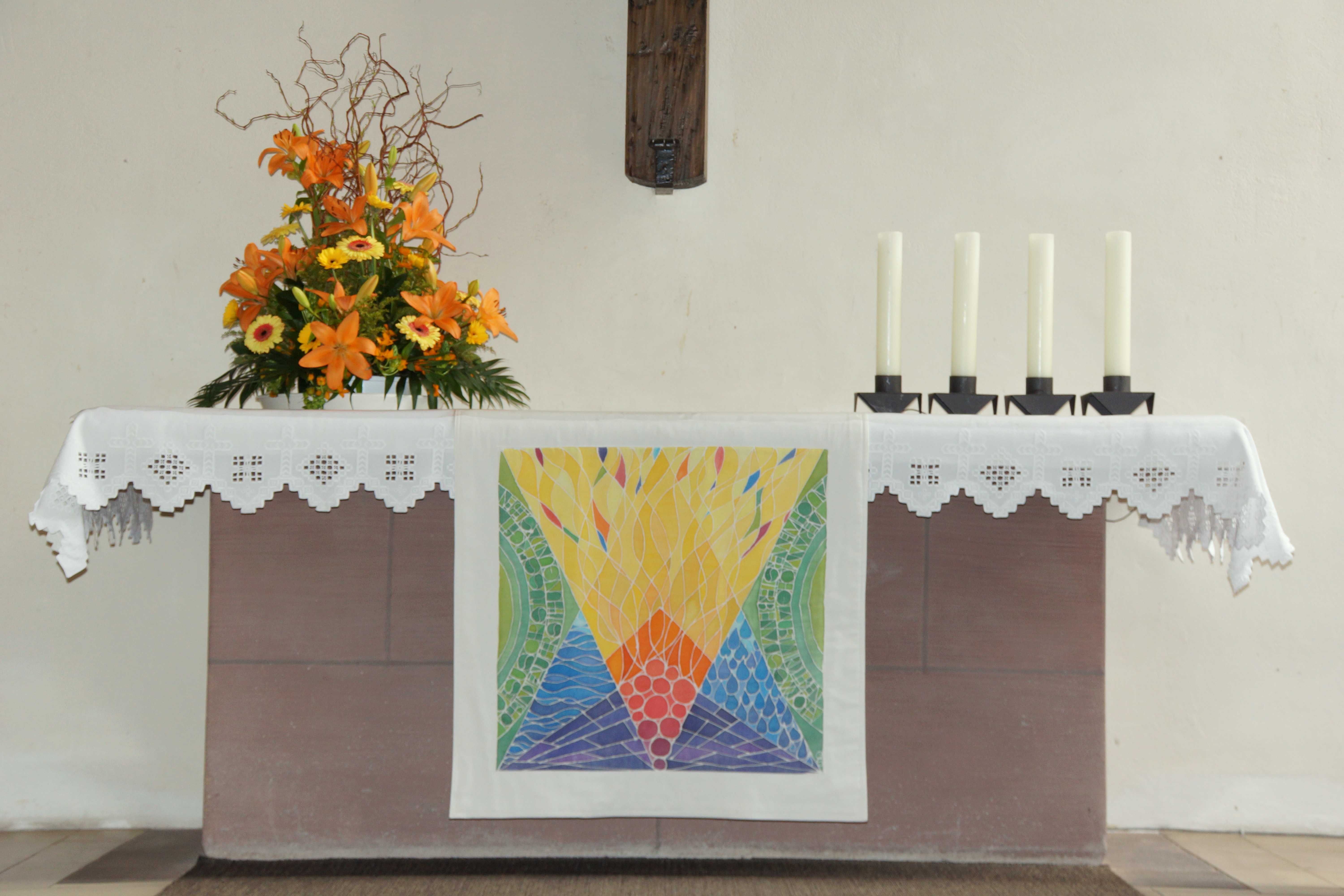
Antependium de couleur liturgique blanc représentant une mosaïque.
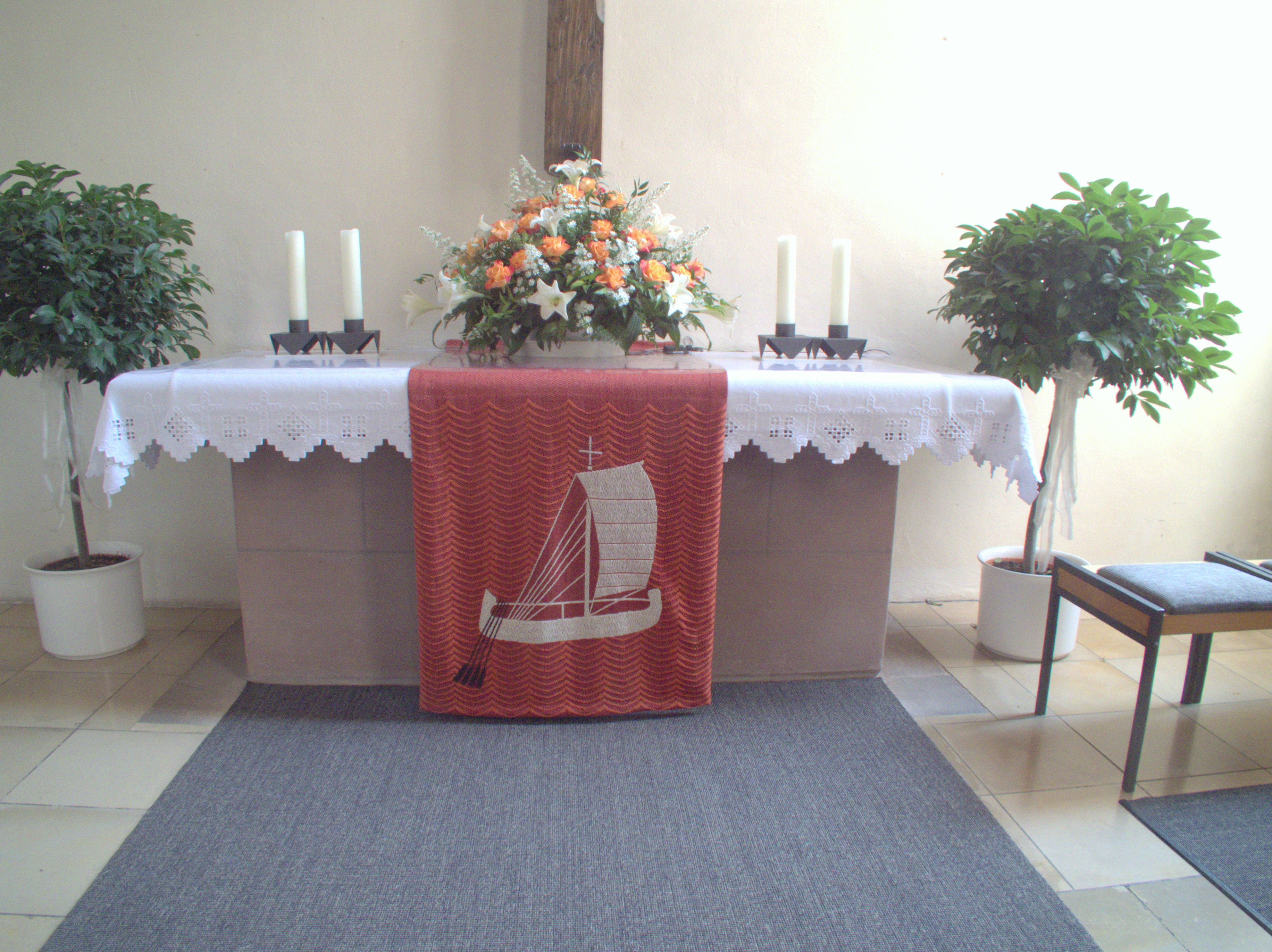
Antependium de couleur liturgique rouge représentant un voilier.
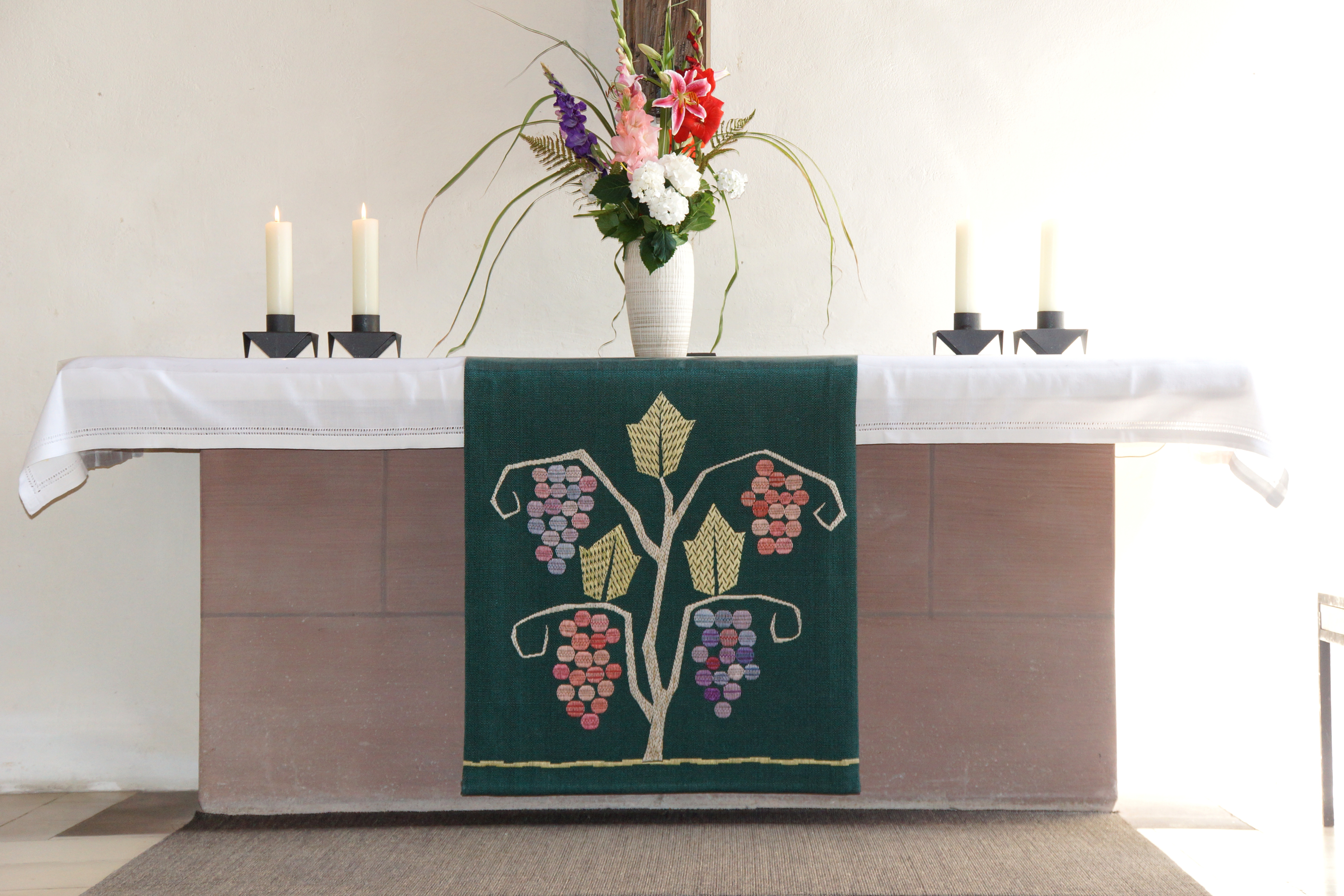
Antependium de couleur liturgique vert représentant une vigne.

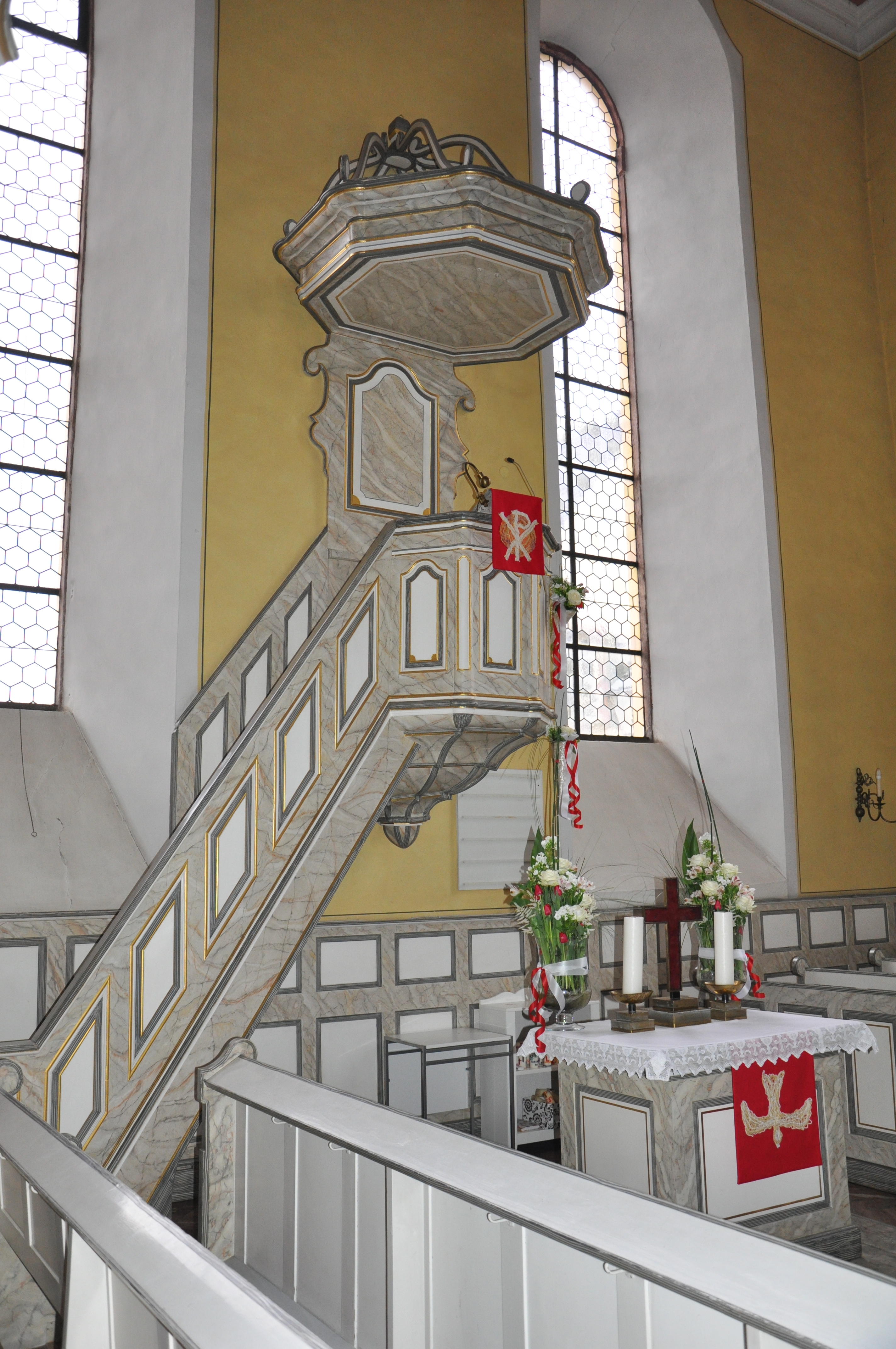
Antependium de couleur liturgique rouge à l’autel et la chaire.